# Cápsula de Glisson
La cápsula Glisson es  una cápsula fibrosa (de colágeno) que recubre la superficie externa del hígado. Está cubierta por una monocapa de células mesoteliales. 
Recibe su nombre en honor del anatomista británico Francis Glisson.